# Batalha de Ticino
A Batalha do Ticino, travada em novembro de 218 a.C., foi uma batalha da Segunda Guerra Púnica, na qual Aníbal derrotou os Romanos sob Públio Cornélio Cipião numa luta de cavalaria.

## O avanço de Aníbal pelos Alpes
Públio Cornélio Cipião, o cônsul que havia falhado em deter o avanço de Aníbal no rio Ródano e que havia retornado à península Itálica após enviar seu exército, sob o comando de seu irmão, para a Hispânia, ficou horrorizado quando soube que o exército de Cartago estava agora acampado no sopé dos Alpes. Quando Aníbal esquivou-se dele, marchando para o norte ao longo da margem do Ródano, Cipião não imaginava que ele enfrentaria os desfiladeiros dos Alpes tão tardiamente no ano (já com a chegada do inverno) — e muito menos que ele conseguiria transpô-los.
O cônsul Tibério Semprônio Longo ainda estava na Sicília com o exército que fora preparado para o ataque a Cartago. Ele havia tomado as ilhas Eólias, bem como o posto de trocas cartaginês de Malta quando chegaram a ele as notícias de que o inimigo estava na península Itálica, e ele deveria retornar o mais rápido possível para se juntar a Cipião. Este último, tendo assumido o comando das legiões do norte, havia marchado para a planície do rio Pó, onde acampou, pronto para combater no instante em que Aníbal se movesse para o sul. Suas tropas haviam sido severamente maltratadas durante a revolta gaulesa nas mãos dos boios, e seu moral decaíra muito em consequência disso. Cipião animou-os, trazendo-lhes à memória que os romanos já haviam derrotado os cartagineses antes, que o exército de Aníbal deveria estar em condições lamentáveis após a travessia dos Alpes, e que eles eram a última esperança de defesa de sua cidade e sua terra.

## O exército romano
O exército romano estava destinado, no espaço de três séculos (a partir de 350 a.C.), a conquistar primeiro a península Itálica e depois todas as civilizações em torno do Mediterrâneo. "Este exército venceu sucessivamente os vigorosos soldados nativos da Itália e os montanheses da Espanha, e derrubou a treinada falange macedônica", escreveu F. J. Haverfield. "Somente uma vez fracassou — contra Aníbal. Mas nem mesmo Aníbal seria capaz de tirá-los de seu entrincheiramento, e nem as vitórias do cartaginês poderiam enfraquecer permanentemente seu moral". E era de suas legiões — a principal unidade de seu exército — que Roma mais dependia. Aníbal não demorou a perceber as vantagens de tais unidades táticas e, em consequência, modificou suas próprias disposições.
Além das legiões, o exército romano reunia contingentes extraídos dos "aliados" da península Itálica, súditos de Roma, que eram armados e treinados como legionários e frequentemente pareciam igualar estes últimos em quantidade. Naqueles dias, a cavalaria, ligada a cada legião, parece ter sido de pequena conta — um fato do qual Aníbal e seus bem-organizados númidas e iberos tiraram uma grande vantagem — isso até que Cipião, o Africano, filho do Cipião que ora avançava para enfrentar Aníbal, aprendesse com seu inimigo como utilizar a cavalaria, restabelecendo assim o equilíbrio entre as forças. Os centuriões eram a espinha dorsal das legiões, soldados profissionais há muito tempo em serviço que levaram o nome de Roma da Índia à Escócia. Acima deles havia seis tribunos para cada legião, tanto oficiais veteranos quanto jovens nobres no início de suas carreiras.
Era prática normal que, quando um cônsul fosse para campo, ele tivesse consigo um exército de duas legiões, junto com um número apropriado de "aliados". Quando dois cônsules fossem para campo juntos eles teriam, conseqüentemente, quatro legiões, uma infantaria aliada, uma cavalaria legionária e uma cavalaria aliada. De acordo com Políbio, no primeiro grande embate entre os cartagineses e os romanos em 218 a.C., junto ao rio Trébia, os dois cônsules com suas forças combinadas possuíam um exército de dezesseis mil legionários e vinte mil soldados de infantaria aliados.
A grande desvantagem contra a qual os romanos lutavam — a qualquer custo nas primeiras fases da guerra — era a de os cônsules serem mudados a cada ano e, quando os dois estavam juntos, comandavam a força combinada em turnos. Um procedimento republicano tão "democrático" certamente viria a fracassar quando em conflito com a inteligência, o comando e a força de vontade de um homem — particularmente quando esse homem era um gênio da guerra.
As táticas romanas em batalha eram relativamente simples e, uma vez que se haviam provado tão vitoriosas em guerras anteriores, foram utilizadas contra os cartagineses até que estes demonstrassem aos inimigos, com uma flexibilidade desenvolvida para enfrentar qualquer situação nova, que aquilo que tinha triunfado sobre latinos, gregos e tribos gaulesas necessitava de adaptação. Primeiramente, a linha de frente romana abria fogo com suas lanças de arremessar, investindo em seguida com suas espadas — algo semelhante à saraivada de mosquete e à carga de baioneta de guerras posteriores. Se isso não funcionasse para destruir a vanguarda inimiga, a segunda linha, passando através da primeira, de acordo com o princípio do tabuleiro de xadrez, repetiria o procedimento. Os veteranos mantidos na reserva poderiam, então, ser utilizados se necessário, enquanto todo o tempo a infantaria de armas leves atacava nos flancos do inimigo, auxiliada pela cavalaria.
Essas táticas haviam servido bem aos romanos no passado — também o fariam no futuro, mostrando-se porém inadequadas diante de um general que modificava suas próprias táticas para se adaptarem a cada novo campo de batalhas, e que utilizava elementos de surpresa e armadilhas cuidadosamente preparadas, nas quais os romanos quase sempre estavam destinados a cair. Algumas das acusações de perfídia e má-fé púnica feitas posteriormente contra Aníbal por escritores romanos sem dúvida se originaram do fato de que ele não fazia guerra de acordo com regras estabelecidas. Ele não era convencional. Seria com um caráter de algum modo similarmente não-convencional que Napoleão iria destruir os exércitos da Europa do século XVIII, que marchavam em ordem meticulosa para o campo de batalhas, e ficavam consternados ao descobrir que seu inimigo não estava "jogando o jogo" de acordo com as bem conhecidas regras, e sim lutando para vencer a guerra por quaisquer meios disponíveis.

## Aníbal chega à península Itálica
A revolta dos boios contra os romanos, que, sem dúvida, Aníbal esperava que fosse mais ou menos coincidente com sua própria chegada ao norte da península Itálica, havia sido prematura. Possivelmente isso fornece mais evidências de que Aníbal estava uns dois meses atrasado em sua campanha. A revolta, não obstante tenha prejudicado seriamente o moral romano, fez na verdade com que legiões romanas se concentrassem no norte numa época do ano em que, sob circunstâncias normais, as únicas tropas teriam sido limitadas guarnições em lugares como Cremona, Placência e Arímino. Cipião iria, assim, encontrar um exército preparado em campo que, embora necessitasse de sua presença e exortação, já estava a postos, não muito longe do campo de batalhas escolhido.
A primeira tarefa de Aníbal, quando seu exército e os animais estivessem suficientemente recuperados para entrarem em ação, seria certificar-se de que os gauleses do norte da península Itálica reconheceriam os cartagineses como seus libertadores da opressão romana. Infelizmente, a mesma tribo por cujas terras ele havia chegado, os taurinos, não estavam dispostos a aceitar sua oferta de amizade e foram à guerra contra os ínsubres, outra tribo gaulesa — mas que estava disposta a aceitar o cartaginês como seu líder. Aníbal havia aprendido há muito, em suas experiências no trato com as tribos da Espanha, que nada funcionava tão bem contra elas como a ação rápida e determinada.
Ele se movimentou rapidamente contra os taurinos e atacou sua principal cidade — mais tarde conhecida como Augusta dos Taurinos (atual Turim). Em três dias, ele a havia tomado e passado pela espada todos os que se opunham a ele, enquanto acolhia os que eram dóceis ao seu estandarte. Esta medida simples teve o efeito desejado, e daí em diante todos os gauleses nas regiões vizinhas se apressaram em unir-se às suas fileiras contra o inimigo comum. Cipião, contudo, agira igualmente rápido e cruzara o rio Pó — nessa época do ano, uma torrente gelada e veloz — trazendo suas tropas até o rio Ticino. Fazendo isso, ele havia isolado muitos dos gauleses na região do Pó, e estes gauleses simpatizavam com Aníbal, mas a presença romana os impedia de se unirem a ele. As ações seguintes dos dois líderes — neste momento crucial antes que o choque das armas ressoasse por toda a Itália — podem parecer estranhas para o leitor atual, mas devem ser vistas à luz de uma época onde a comunicação individual entre um general e suas tropas possuía uma importância imensa. Como não havia "Ordens do Dia" impressas, não existia outra forma de exortação possível a não ser esta: o comandante se posicionava de modo a atingir o maior número possível de homens reunidos em um local para ouvi-lo. O discurso formal antes da batalha (tão frequentemente bem debruado pelos historiadores antigos, porém fiéis ao espírito da época) podia ter um formidável efeito sobre o moral dos soldados, em sua maioria analfabetos, muitos dos quais ignoravam até mesmo as razões de terem sido convocados para a batalha.

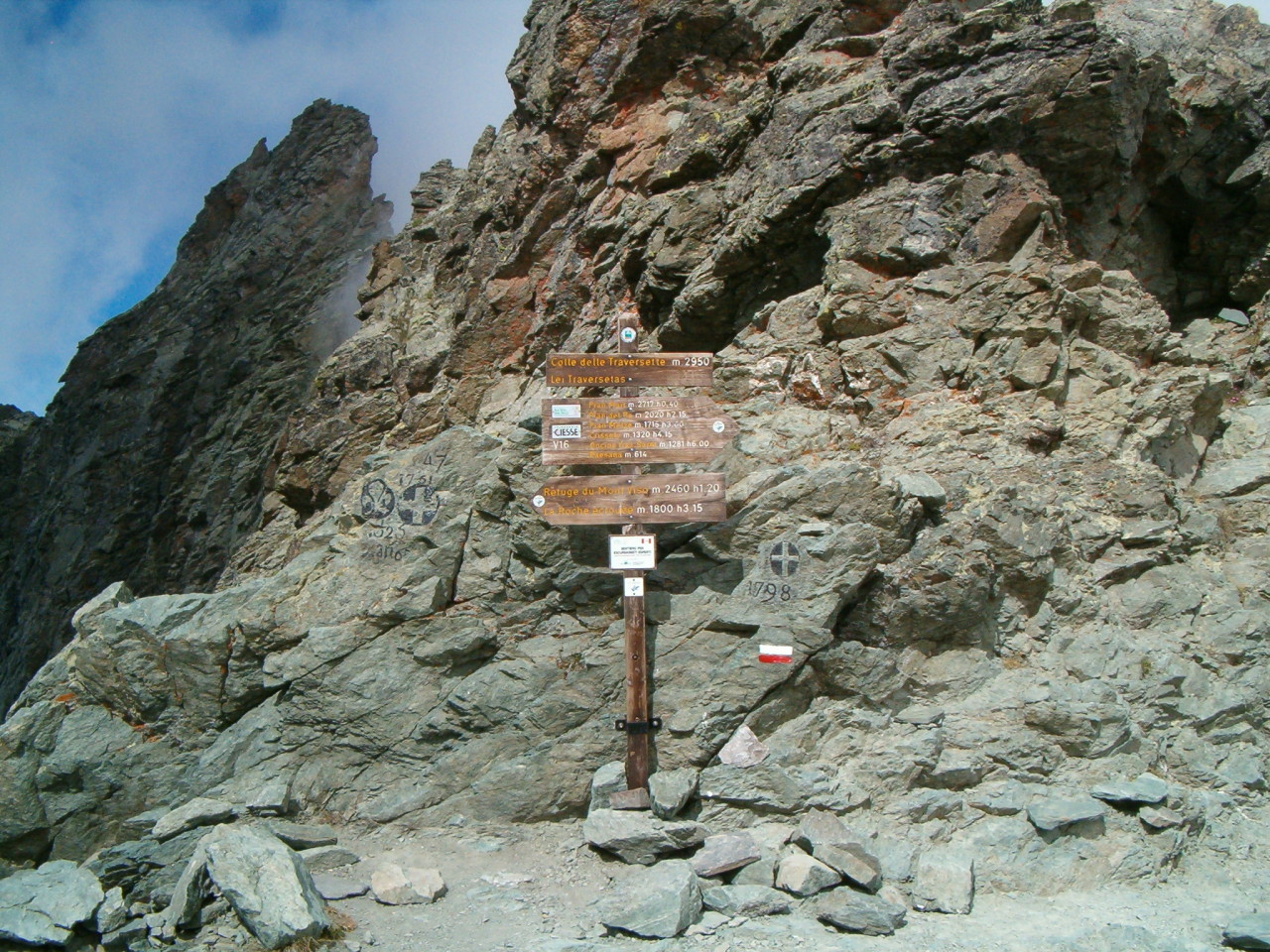
Traversette, provavelmente o ponto mais alto da travessia de Aníbal pelos Alpes

Públio Cornélio Cipião, por exemplo, parece ter se preocupado em enfatizar que ia se travar uma guerra porque os cartagineses haviam traiçoeiramente atacado Sagunto — rompendo, assim, a paz acertada entre Roma e Cartago após a Primeira Guerra Púnica. Ele lembrou que, como havia sido demonstrado na guerra anterior, os romanos eram superiores ao melhor que os cartagineses pudessem apresentar em campo; agora só o que tinham pela frente eram os semi-definhados remanescentes do exército de Aníbal, ainda não recuperados de sua travessia dos Alpes. Advertiu ainda a seus soldados que não havia mais os Alpes para proteger sua terra ou a própria Roma — e nenhum outro exército, salvo eles próprios.
O contato entre Aníbal e seus homens foi ligeiramente diferente, e é fácil perceber por quê. Ele tinha que se comunicar com um exército que conjugava homens provenientes de várias raças e, sem dúvida, falando muitos dialetos. Escolheu, por isso, reduzir as palavras ao mínimo, provendo a sua audiência de uma imagem visual para fácil compreensão de sua presente situação e para demonstrar de que maneira, se lutassem bem, poderiam tirar proveito disso. O exército estava formado em um grande círculo no centro do qual foram colocados alguns prisioneiros feitos entre os gauleses que os haviam atacado durante sua marcha. A estes foram dadas duas opções: permanecerem prisioneiros e escravos ou, se estivessem dispostos a lutar um contra o outro em combate individual, a liberdade ao vencedor, além de armas, armadura e um cavalo. Quanto aos perdedores, a morte pelo menos poderia livrá-los de seus sofrimentos presentes. Unanimemente, todos os prisioneiros gauleses votaram pelo combate. Depois que essas lutas à maneira dos gladiadores terminaram, os mortos foram retirados e os prisioneiros que não tinham tido sorte suficiente para estar entre os participantes selecionados por sorteio haviam sido levados acorrentados, mal havia necessidade para palavras. Ali, disse Aníbal, estava o fiel retrato da situação de seus homens: se eles lutassem bem e triunfassem, Roma e todas as riquezas daquele país seriam deles; se perecessem em batalha, estariam livres de mais sofrimento; mas se eles lutassem e perdessem, então nada mais do que a miséria da escravidão os aguardava.

## A batalha
O primeiro encontro entre os romanos e os cartagineses dificilmente merece ser classificado como uma batalha: foi mais uma escaramuça de cavalaria, na qual, e não pela última, vez na guerra, a superioridade da cavalaria de Aníbal sobre a dos romanos foi logo estabelecida. Os romanos, então, ainda cavalgavam sem arreios (como o fazia a cavalaria grega antes deles). Assim também a brigada leve de Aníbal, os númidas, mas é digno de nota Políbio afirmar que, nessa ocasião, Aníbal colocou "toda a sua cavalaria mais pesada e equipada à frente do exército". Esta brigada pesada era oriunda da Península Ibérica: sem dúvida, ele se lembrava de sua experiência na qual os númidas haviam levado a pior diante dos romanos durante seu prévio encontro perto do rio Ródano. Cipião, avançando para encontrar seu inimigo, havia construído uma ponte sobre o Ticino, um afluente do Pó. Ele atravessara suas tropas e marchava para norte, enquanto Aníbal descia para encontrá-lo. A terra plana daquela região era ideal para a cavalaria, muito embora o duro clima do norte da península Itálica no inverno deva ter tornado o avanço desagradável para ambos os exércitos — em particular para os soldados de infantaria iberos e norte-africanos, que provavelmente ainda não haviam se recuperado da fadiga dos Alpes.

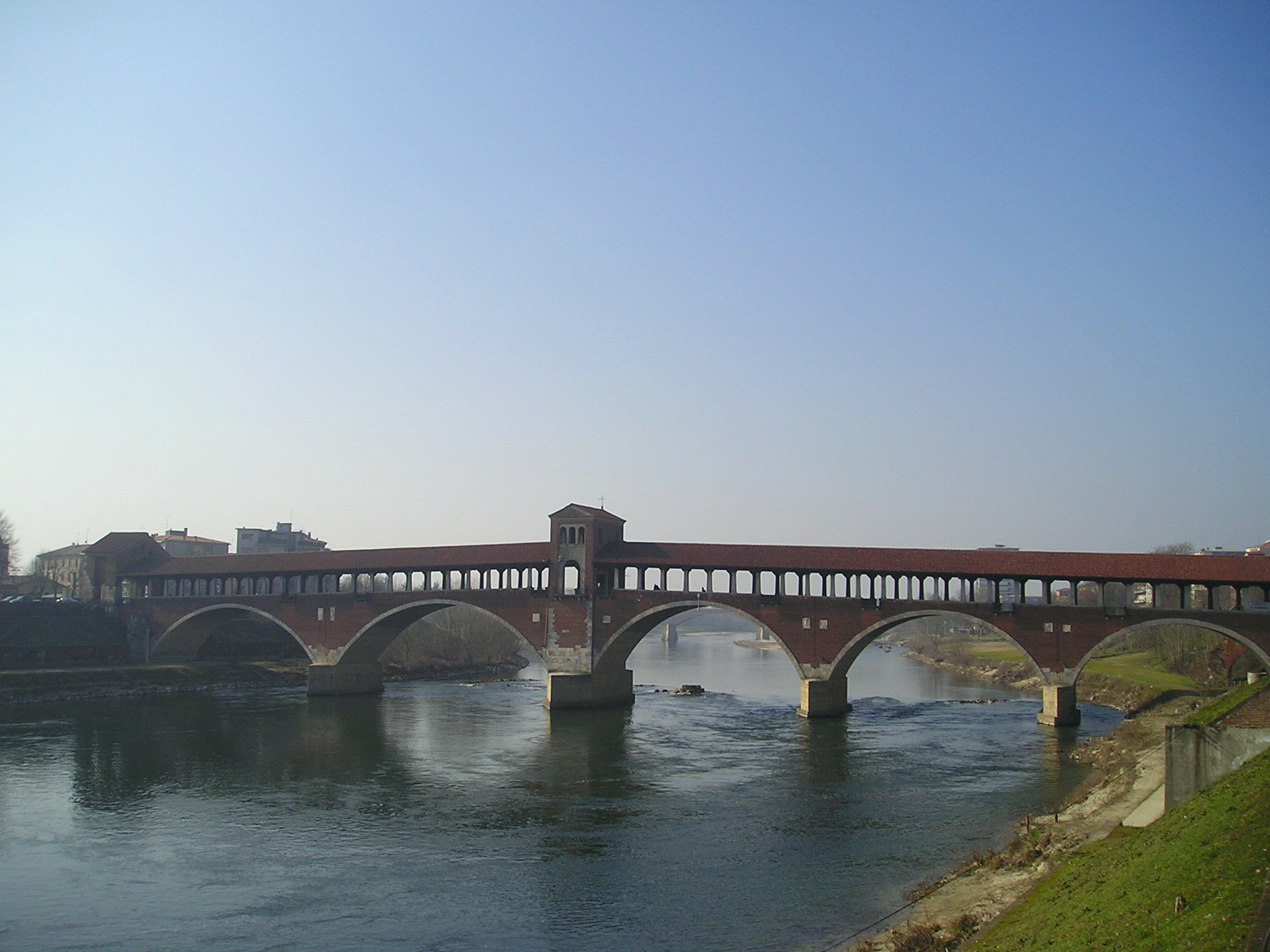
O rio Ticino em Pavia

Assim que os exércitos se aproximaram um do outro e acamparam, ambos os generais assumiram o comando de suas cavalarias e saíram para um reconhecimento. Certamente as pesadas chuvas de inverno não tinham ainda devolvido àquelas planícies os seus costumeiros campos de lama, pois tanto Políbio quanto Lívio comentam o fato de que cada lado avançava observando a aproximação do outro pelas densas nuvens de poeira levantadas pelos cavalos. Aníbal, colocando sua cavalaria pesada no centro, liderou pessoalmente o ataque, enquanto distribuía os númidas pelas laterais para flanquear o inimigo, se possível. Cipião, por sua vez, avançou com a cavalaria ligeira no centro e manteve a cavalaria mais pesada de romanos e gauleses na retaguarda. Encontrando-se frente a frente, os cavaleiros romanos armados com armas leves foram forçados a bater em retirada, após uma infrutífera descarga de suas azagaias, ante o peso do centro cartaginês.
Muitos cavaleiros de ambos os lados ou foram derrubados ou desmontaram deliberadamente, de forma que o embate agora se tornara um conflito tanto de infantaria quanto de cavalaria. Enquanto a confusão reinava no centro, os númidas que se postavam em ambos os lados de Aníbal voltaram-se e flanquearam os romanos. Estes puseram-se em fuga e, para aumentar o caos, o cônsul Públio Cornélio Cipião foi gravemente ferido. Diz a tradição que ele somente foi salvo de ser capturado pela ação de seu filho, que mais tarde se tornaria conhecido como o famoso Cipião, o Africano — o derradeiro vencedor de Aníbal — que dirigiu uma carga contra os combatentes ao redor de seu pai e o trouxe a salvo do campo de batalhas. Os romanos agora batiam em retirada veloz e bem oportunamente, mas o cônsul ferido, tendo notado a superioridade da cavalaria inimiga e preocupado com a segurança de seu exército, ordenou uma retirada total até a linha do Pó. A ação fora por demais inconsequente, mas tinha dado a ambos os lados uma chance de avaliar o inimigo. Ademais, o ferimento de Cipião havia desalentado os romanos, além de tê-los desprovido de sua liderança na batalha que estava por vir.
Enquanto Cipião cruzava o Pó e reunia seus homens em Placência, a leste do rio Trébia, que nesse ponto flui para dentro do Pó, desde seu berço nos Apeninos, Aníbal vinha furiosamente em seu encalço. Ele chegou ao local onde os romanos tinham construído uma ponte sobre o Ticino e capturou seiscentos homens da força que tinha sido deixada para guardá-la. Então, marchou pelo Pó por dois dias até encontrar um lugar relativamente fácil de atravessar. "Ali", diz Políbio, "ele se deteve e, construindo uma ponte de barcos, ordenou a Asdrúbal, seu principal comandante, que cuidasse da passagem do exército, enquanto ele próprio, atravessando de imediato, concedia uma audiência aos enviados que tinham chegado dos distritos das redondezas." Sua captura do quartel-general dos taurinos, seguida por seu recente sucesso contra os romanos, tinha confirmado a prometida lealdade dos gauleses ao cartaginês e eles vieram reunir-se, chegando de todo o continente ao redor.
Alguns dias mais tarde, tendo marchado pela margem sul do Pó e trazido ao acampamento romano o espetáculo da visão de seu exército — desafiando-os a combatê-lo — a autoconfiança de Aníbal novamente rendeu-lhe dividendos. Uns dois mil auxiliares gauleses, junto com duzentos cavaleiros, revoltaram-se contra seus chefes romanos em Placência e vieram até ele. Ao mesmo tempo, os chefes dos boios encaminharam-se ao acampamento cartaginês e prometeram toda sua assistência na guerra prestes a vir. A despeito das pesadas perdas que havia sofrido em sua passagem pelos Alpes, Aníbal agora era capaz de mobilizar um exército grande o bastante para enfrentar qualquer tropa que os romanos pudessem — até o momento — reunir contra ele. A força física e a bravura inata dos gauleses teriam de ser utilizadas no conflito posterior para pressionar os romanos, enquanto os seus próprios soldados treinados e preparados profissionalmente, seriam sempre mantidos na reserva para o aniquilamento. Nessa estratégia geral foram baseadas suas táticas de assalto a Roma.

## Teatro de operações

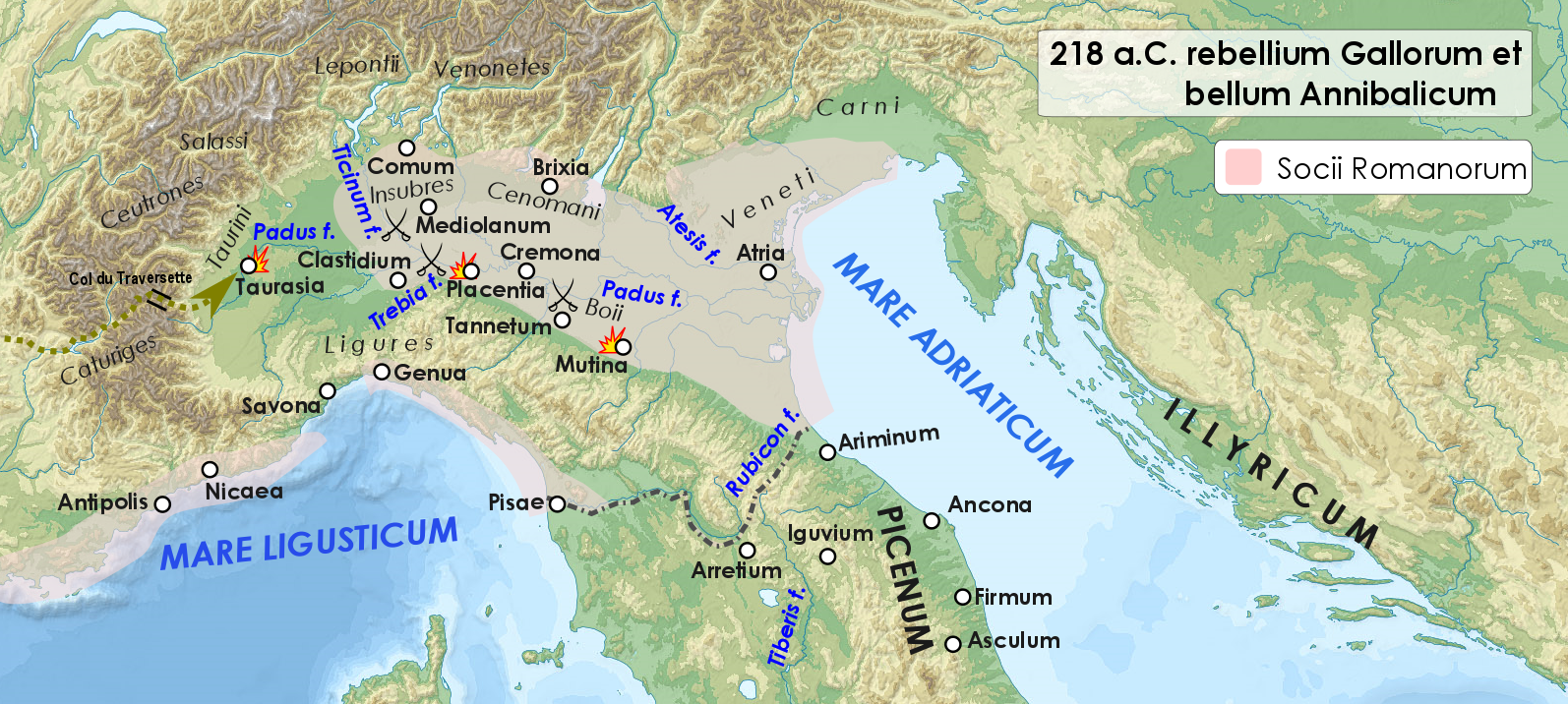
A Gália Cisalpina, teatro das operações no outono de 218 a.C.: da revolta dos boios com Cerco de Mutina às vitórias de Aníbal na Batalha de Ticino e na Batalha do Trébia.